# Каиржанов, Елеген Изтлеуович
Елеген Изтлеуович Каиржанов (17.03.1933, Махамбетский район, Атырауская область, КазССР, СССР — 01.01.2011, Алматы, Казахстан) — известный учёный, один из основоположников индивидуальной теории уголовного права и криминологии, уголовного процесса, криминологии, следственной деятельности и уголовно-исполнительного права в Республике Казахстан, доктор юридических наук, профессор, Академик Академии естественных наук РК, «Заслуженный деятель науки и техники Республики Казахстан» (2000), член Санкт-Петербургского международного криминологического клуба.

## Биография
Родился 17 сентября 1933 году в Махамбетском районе Атырауской области.
Окончил Алма-Атинский государственный юридический институт и специальную подготовку в городе Свердловске (1954). С 1964 по 1966 год учился в аспирантуре КазГУ им. Аль-Фараби.
В 1966 году защитил кандидатскую диссертацию. В 1975 году защитил докторскую диссертацию на тему «Основные теоретические проблемы объекта уголовно-правовой охраны в СССР» в Киевском государственном университете имени Т. Г. Шевченко.
Погиб в автокатастрофе в 2011 году.

## Научная деятельность
- 1964—1973 — младший, старший научный сотрудник Института философии и права АН КазССР
- 1973—1987 — начальник лаборатории, начальник кафедры Карагандинской, Омской высших школ МВД СССР
- 1987—1995 — заведующий кафедрой криминалистики, заведующий кафедрой уголовного права, декан юридического факультета КазГУ им. Аль-Фараби
- 1995—2011 — первый вице-президент, профессор университета «Кайнар»

Автор более 200 научных работ, в том числе 22 монографий и 10 учебников. Под руководством ученого подготовлено 10 докторов наук, 50 кандидатов наук.
- «Интересы трудящихся и уголовный закон»
- «Криминология» (Учебник,1995,2000)
- «Уличная преступность» (Монография, 1998)
- «Уголовное право Республики Казахстан. Общая часть» (Учебник,1997,1998,2003,2006)
- «Наркотическая преступность» (Монография, 2006)
- «Преступность в сфере банковской деятельности» (Монография, 2006)
- «Объект преступления — интересы социальных субъектов» (Монография, 2008) и др.

## Награды и звания
- Доктор юридических наук (1975)
- Профессор
- Академик Академии естественных наук РК (1997)
- «Заслуженный деятель науки и техники Республики Казахстан» (2000)
- «Отличник образования РК»
- Медаль им. Ахмета Байтурсынова (2004)